# Gruta del Apocalipsis
La gruta del Apocalipsis se encuentra en mitad de la montaña, en la isla griega de Patmos, a lo largo de la carretera entre los pueblos de Chora y Skala. Esta gruta se cree que marca el lugar en el que Juan recibió sus visiones con base en las cuales escribió el Apocalipsis. En 1999, la Unesco declaró la gruta Patrimonio de la Humanidad junto con el monasterio de San Juan el Teólogo y el centro histórico de Patmos.

## Galería
| |
| Mosaico sobre la entrada a la Cueva del Apocalipsis, representando a Juan de Patmos (a la derecha) y a su discípulo Procoro, quien transcribe las visiones de Juan. |

|                                       |
| Interior de la Gruta del Apocalipsis. |